# Guy Zweerts
Guillaume François (Guy) Zweerts (Amsterdam, 24 april 1876 - Baarn, 6 oktober 1955) was voetballer bij het team van RAP uit Amsterdam dat in 1899 als eerste landskampioen van Nederland werd en procuratiehouder.
Guillaume François was zoon van makelaar in tabak Guillaume François Zweerts en Catharina Gerharda Berkhoff. Hij trouwde op 19 januari 1906 in Amsterdam met Judith Barbara Sara Roelvink. Ze kregen drie kinderen, Robert, Judith en Jan-Berent.

## RAP
Het Nederlands voetbal bestond in 1898 uit amateurvoetbal. Vanaf 1898 werd er gespeeld tussen de kampioen van West-Nederland en de kampioen van Oost-Nederland. Na officieus landskampioen in 1896-1897 en 1897-1898 werd RAP in 1898-1899 officieel landskampioen. Guillaume François Zweerts was voorhoedespeler van RAP. Het team versloeg in 1897/1898 de kampioen van de oostelijke afdeling, Vitesse uit Arnhem met 4-2. Het kampioensteam in 1896-1897 bestond uit: J. Rincker (keeper), achter J. van der Linde en L. Moraux, C. Potter, middenlinie F. Lieftinck, J.C. Schröder en A. Huelsmann, voorhoede F. Kampschreur, H.J. de Bruijn, J.H. Hisgen, P. Elias en G.F. Zweerts. In 1899 won RAP ook de Holdertcup, die later de KNVB-Beker werd genoemd. RAP werd in dat jaar de eerste winnaar van de dubbel.

## Baarn
Na de jaren dat Guillaume in RAP speelde kwam hij als makelaar in tabak naar Baarn. Hij kocht tussen 1912 en 1915 Holland House op de Generaal Van Heutszlaan 6 in Baarn. Guillaume kocht Holland House van Taco Greidanus, vader van de Baarnse hofarts Sytze Greidanus.
In 1929 was G.F. Zweerts een van de oprichters van het Baarnsch Lyceum.
Guillaume François Zweerts bleef tot het eind van zijn leven in Baarn wonen. Hij werd begraven op de Nieuwe algemene begraafplaats aan de Wijkamplaan in Baarn.